# Yvonne Keeley
Yvonne Keeley, artiestennaam van Yvonne Christine Thelma Paaij, (Rotterdam, 6 september 1952) is een Nederlandse zangeres en dj. Ze bracht solo en onder andere met haar zus Patricia Paay hitsingles uit. Haar grootste hit, If I had words, had ze met Scott Fitzgerald. Daarnaast maakte ze deel uit van het succesvolle trio The Star Sisters.

## Biografie
Keeley is een jongere zuster van Patricia Paay. Haar vader was de bandleider John Paay, die als Johannes Paaij geboren werd. Aanvankelijk wilde Keeley laborante worden. Begin jaren zeventig woonde ze in het Verenigd Koninkrijk, waar ze een relatie had met de Britse zanger Steve Harley van de popgroep Steve Harley & Cockney Rebel.
In 1971 nam zij onder de naam Ivy Christie het nummer One way ticket op. In 1972 maakte ze onder de artiestennaam Honeypie samen met haar zus Patricia de single I believe in love, maar dit experiment eindigde in hetzelfde jaar. Toen ze in 1974 zelf een plaatje mocht maken, wilde de platenmaatschappij verwarring voorkomen met haar toen al populaire zus en Harley bedacht daarop het pseudoniem Keeley. Ze liet zich daarna ook door haar vrienden zo noemen.
In december 1977 scoorde Keeley in Nederland een grote hit met het nummer If I had words, dat ze samen zong met de Britse zanger Scott Fitzgerald. Het werd de op een na bestverkochte single in Nederland. In de jaren daarna nam ze nog een paar singles op, waaronder We got love, Thank you en Dim the light.
In 1983 vormde Keeley, samen met haar zus Patricia en een derde, wisselende zangeres, het trio The Star Sisters.
In mei 1987 stond Keeley naakt in de Nederlandse Playboy. In 1988 presenteerde ze enige tijd een programma op het commerciële radiostation Cable One. In 1989 werd ze nieuwslezer bij de Rotterdamse zender Stads TV. In 1992 vertrok ze naar haar zus en haar zwager Adam Curry in de Verenigde Staten, om als persoonlijk assistent voor Adam Curry te werken.
Van 1996 tot 2004 presenteerde ze in samenwerking met Ron Sint Nicolaas het radioprogramma Keeley in de middag op Radio Rijnmond. Verder was ze in 1997 een regelmatig terugkerende vervangster van Sanne Boswinkel in het middagprogramma van 2 tot 5 op diezelfde zender.
In 2004 is ze beëdigd als buitengewoon ambtenaar burgerlijke stand voor de gemeente Schiedam.

## Discografie
Haar grootste hitsingle was If I had words samen met Scott Fitzgerald. Deze plaat was op 24 december 1977 Veronica Alarmschijf op Hilversum 3. Hieronder volgt een overzicht van al haar singles.

### Solo en met anderen
| Jaar | titel                  | Nederlandse Top 40 | Nationale Hitparade / TROS Top 50* | België | opmerkingen |
| ---- | ---------------------- | ------------------ | ---------------------------------- | ------ | --- |
| 1968 | Tambourine girl        | -                  | -                                  | -      | in the Harbourlights, met Patricia Paay                                                                                   |
| 1971 | I believe in love      | tip                | -                                  | -      | met Patricia Paay, als 'Honeypie'                                                                                         |
| 1970 | Hans Brinker symphony  | 7 (6)              | 5 (6)                              | -      | Holland, bestaande uit: Yvonne en Patricia Paay, Anita Meyer, Trudie Huysdens en leden uit Earth & Fire en Golden Earring |
| 1974 | Tumbling down          | -                  | -                                  | -      | |
| 1975 | Concrete and clay      | -                  | -                                  | -      | |
| 1977 | If I had words         | 1 (7)              | 1 (15) 2010: 65 (2)                | 1 (13) | met Scott Fitzgerald 3 (10) 9 (5) 8 (19) 24 (jaar 1978) 25 (10)                                                           |
| 1978 | We got love            | tip                | -                                  | -      | met Steve Flanagan |
| 1978 | The best friend I know | 26 (4)             | 31 (9)                             | -      | met Patricia Paay |
| 1981 | Thank you              | -                  | -                                  | -      | |
| 1982 | Dim the light          | -                  | -                                  | -      | |
| 1992 | United we stand        | -                  | -                                  | -      | met Scott Fitzgerald |
| 1980 | Sweets for my sweet    | tip                | -                                  | -      | met Patricia Paay als 'The Twits'                                                                                         |

### Star Sisters
| Jaar | titel                                         | Top 40 | Hilversum*                | België | opmerkingen                                      |
| ---- | --------------------------------------------- | ------ | ------------------------- | ------ | ------------------------------------------------ |
| 1983 | Stars on 45 proudly presents The Star Sisters | 1 (13) | 1 (14) remix 2007: 82 (4) | 1 (16) | Alarmschijf Hit van het jaar 1983 35 (11) 15 (5) |
| 1984 | Hooray for Hollywood                          | 22 (6) | 18 (6)                    | 13 (4) |                                                  |
| 1984 | A tribute to Marilyn Monroe                   | tip    | 33 (1)                    | -      |                                                  |
| 1985 | Godzilla                                      | -      | -                         | -      | grote hit                                        |
| 1985 | Danger                                        | 24 (8) | 25 (7)                    | 13 (6) |                                                  |
| 1985 | He's the 1 (I love)                           | tip    | 42 (1)                    | 26 (4) |                                                  |
| 1985 | The duke of dance                             | -      | tip                       | -      |                                                  |
| 1986 | Just another night (in New York City)         | tip    | 49 (1)                    | -      |                                                  |
| 1986 | Are you ready for my love                     | tip    | tip                       | -      |                                                  |
| 1986 | Bad girls                                     | tip    | 82 (4)                    | -      |                                                  |

### NPO Radio 2 Top 2000
| Nummer met noteringen in de NPO Radio 2 Top 2000 | '99  | '00  | '01  | '02  | '03  | '04  | '05  |
| ------------------------------------------------ | ---- | ---- | ---- | ---- | ---- | ---- | ---- |
| If I Had Words (met Scott Fitzgerald)            | 1154 | 1266 | 1639 | 1844 | 1548 | 1984 | 1865 |

1. ↑  Een vetgedrukt getal geeft de hoogste notering aan.
2. ↑  Deze tabel is bijgewerkt tot en met de laatste editie (2024).

### Albums
Yvonne Keeley bracht als solozangeres geen reguliere muziekalbums. Als de Star Sisters verschenen de volgende albums:
- 1983: Tonight 20:00 hrs.
- 1984: Hooray for Hollywood
- 1985: Danger